# Åstjärnen, Halland
Åstjärnen är en sjö i Kungsbacka kommun i Halland och ingår i Kungsbackaåns huvudavrinningsområde.